# ایوان پانچیشین
ایوان پانچیشین (اوکراینی: Іван Миколайович Панчишин؛ زادهٔ ۱۵ ژوئن ۱۹۶۱) بازیکن فوتبال اهل اتحاد جماهیر شوروی سوسیالیستی است.
از باشگاه‌هایی که در آن بازی کرده‌است می‌توان به باشگاه فوتبال کارپاتی لویو اشاره کرد.